# Церковь Митрофана Воронежского (Санкт-Петербург)
Церковь Святителя Митрофана Воронежского (Митрофаниевский храм) — утраченный православный храм в Санкт-Петербурге, располагавшийся на Митрофаниевском кладбище. Построен в 1839—1847 годах. Разрушен коммунистами в 1929 году.

## История
Трёхпрестольная церковь по проекту архитектора Константина Тона была заложена 1 октября 1839 года, но строительные работы под руководством Карла Реймерса начались весной 1840 года. 5 августа 1842 года произошло обрушение трёх куполов храма по причине возведения их в дождливое время на не полностью просохших сводах и арках. Случившееся было доведено до Императора Николая I, который повелел посадить архитектора Карла Реймерса на две недели на гауптвахту, а дальнейшие работы поручить под личный надзор генерал-лейтенанта корпуса инженеров путей сообщения Готмана 1-го.
Реймерс оставил своё место 27 мая 1843 года. Архитектурное руководство строительными работами было поручено швейцарцу Антонио Адамини, разобравшему здание до основания. После кончины Адамини его 14/28 августа 1846 года сменил архитектор Франческо Руска (Франц Иванович) (1784—1856), завершивший достройку церкви в 1847 году. Строительным подрядчиком выступал Галактион Андреевич Кудрявцев (1802—1867), ставший старостой храма. Отделочные работы продолжались три года, после чего 17 августа 1847 года епископ Ревельский Нафанаил (Савченко) освятил новый пятикупольный храм в честь святителя Митрофана Воронежского.
1 августа 1858 года, на личные средства старосты Галактиона Кудрявцева в подвальном этаже был устроен и освящён придел во имя святителей московских: Петра, Алексия, Ионы и Филиппа. В приделе находились фамильные захоронения купеческих династий: Сытовых, Русаковых, Дурдиных, Петуховых, а также могила историка Николая Шильдера.
Академические художники Пётр Шамшин, Козрое Дузи, Александр Нотбек, Алексей Васильев, Капитон Зеленцов написали украшенные серебряными окладами иконы в главном пятиярусном иконостасе, а по эскизам академика Фёдора Солнцева были выполнены иконостас и роспись сводов (произвёл П. С. Титов). Также в интерьере храма находились 14 крестообразных киотов с иконами, пожертвованными разными лицами.
В 1883—1884 годах по проекту епархиального архитектора Г. И. Карпова вместо деревянной колокольни была построена каменная звонница, а также пристройка к алтарю, недалеко от которой был похоронен писатель Иван Лажечников.
Около 30 лет священником храма был протоиерей Николай Афанасьевич Ветвеницкий, поступивший в церковь священником в 1866 году и впоследствии составивший историю кладбища, а последним перед революцией настоятелем указан протоиерей Андрей Константинович Бургов.

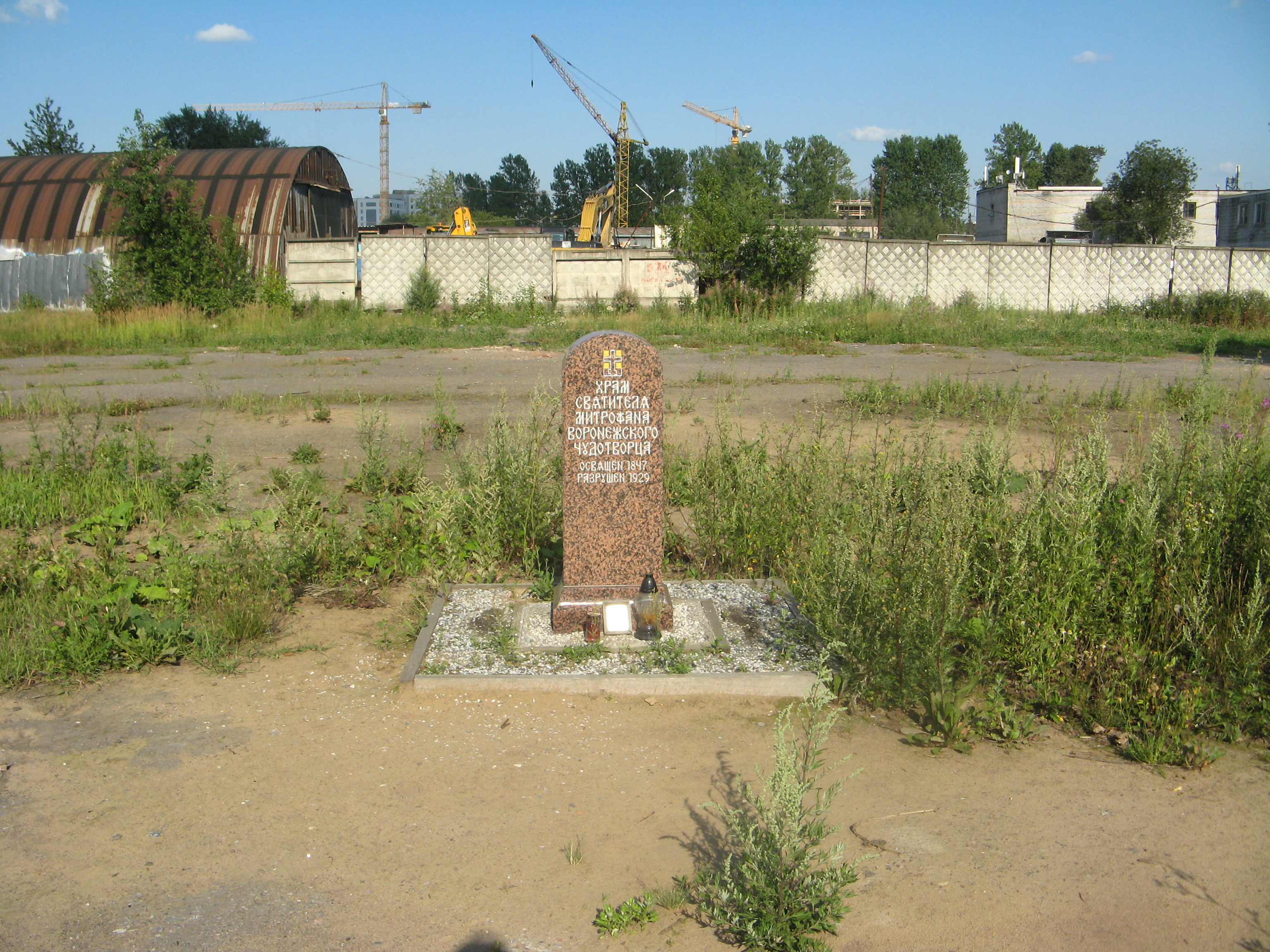
Обелиск на месте церкви

В мае 1924 года был закрыт нижний придел, затопленный водой. В 1929 году Митрофаниевский храм был закрыт и разрушен по указанию Ленсовета ради получения строительного материала. Из добытого таким способом кирпича было построено здание Московского райисполкома.
Санкт-Петербургская епархия и приходская община планируют воссоздание храма. В 2010 году рядом построен небольшой храм-часовня.